# Plantago loeflingii
Plantago loeflingii é uma espécie de planta com flor pertencente à família Plantaginaceae. 
A autoridade científica da espécie é Loefl. ex L., tendo sido publicada em Species Plantarum 1: 115. 1753.

## Portugal
Trata-se de uma espécie presente no território português, nomeadamente em Portugal Continental e no Arquipélago da Madeira.
Em termos de naturalidade é nativa de Portugal Continental de introduzida no Arquipélago da Madeira.

## Protecção
Não se encontra protegida por legislação portuguesa ou da Comunidade Europeia.